# Mount Massive Wilderness
La Mount Massive Wilderness est une aire protégée américaine située dans le comté de Lake, au Colorado. Fondée en 1980, elle protège 117,5 km2 dans la forêt nationale de San Isabel et la Leadville National Fish Hatchery.